# Северо-западная молодёжная лига

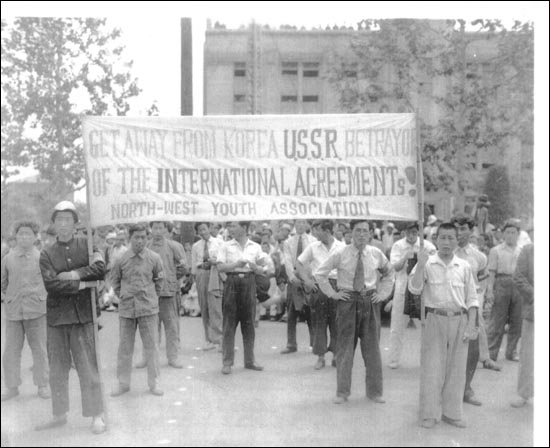
Демонстрация северо-западной молодёжной лиги за вывод советских войск из Северной Кореи

Северо-западная молодежная лига — южнокорейская правая военизированная группировка, которая осуществляла антикоммунистический террор во времена холодной войны. Печально известна убийствами тысяч людей во время восстания на Чеджудо.

## История
Северо-западная молодежная лига была основана 30 ноября 1946 года беженцами из Северной Кореи. 
Лига без каких-либо юридических оснований проводила самосуды против лиц, подозреваемых в симпатии к коммунистам. Лигу поддерживал Ли Сын Ман, ярый антикоммунист, проамериканский диктатор Южной Кореи. Лига известна жестоким террором против участников восстания в Чеджу (1948—1949) после его поражения. По словам Брюса Камингса, лига проводила жестокие репрессии по отношению к жителям острова Чеджу, обладая большей властью, чем полиция. По разным оценкам, военизированными группами, включая Северо-западную молодежную лигу, в Чеджу били убиты от 14 до 30 тыс. человек (по всей стране было убито около 300 тыс. человек). Выжившие рассказывают о пытках, в том числе женщин и детей, и о массовых убийствах. Это вызвало глубокое недовольство жителей Чеджу. Лига, которая начиналась как антикоммунистическое движение, быстро превратилось в силу, которая сокрушила любого, кто выступал против президента Ли Сын Мана и Корейской Демократической партии.
Спустя десять лет после Корейской войны  в результате апрельской революции Ли Сын Ман был вынужден покинуть страну. Антикоммунизм оставался мощной силой, особенно во время диктатуры Пак Чон Хи и Чун Ду Хвана.